# Rans S-7 Courier
O Rans S-7 Courier é um  avião monomotor americano, em configuração por tração, biposto em tandem, monoplano de asa alta projetado por Randy Schlitter e fabricado pela Rans Inc. 
O Rans S-7 Courier está disponível em forma de kit para construção amadora ou como uma aeronave esportiva leve completa.

## Projeto e desenvolvimento

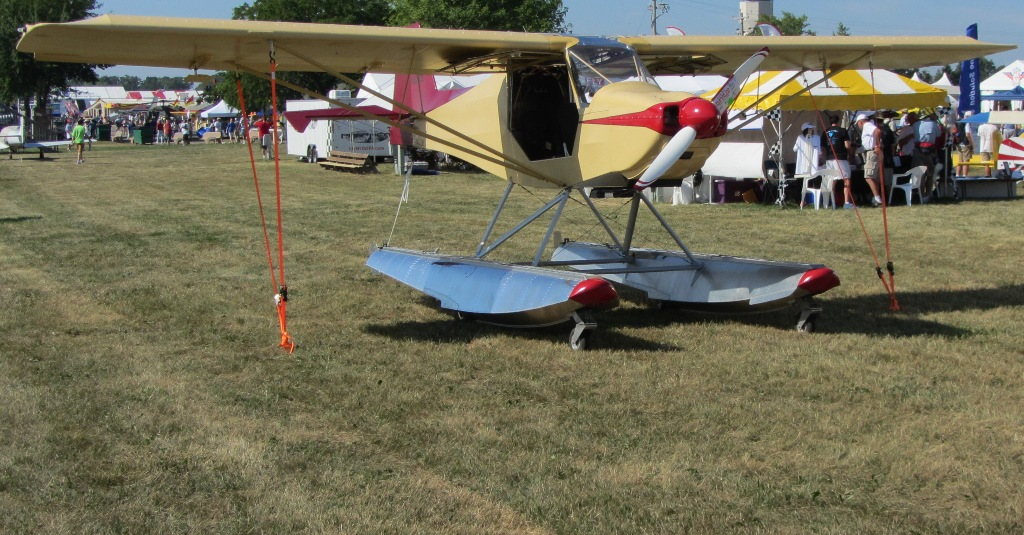
Um S-7 com flutuadores.

O S-7 foi originalmente concebido como um treinador para o S-4 Coyote monoposto. Voou pela primeira vez em novembro de 1985, o Courier foi batizado em referência a uma aeronave que Schlitter admirava, o Helio Courier.
O S-7 possui um cockpit de tubo de aço 4130 soldado, com uma fuselagem traseira de tubo de alumínio aparafusado, asas e superfícies da cauda todas cobertas de tecido aeronáutico. Os tempos de construção relatados para o S-7 Courier são de 500 a 700 horas-homem.
O S-7 Courier está disponível apenas com trem de pouso convencional, mas pode ser equipado com flutuadores e esquis. O motor básico original era o Rotax 503 de 50 cv (37 kW), com o Rotax 582 de 64 cv (48 kW) disponível como opção. Hoje, o motor padrão é o Rotax 912ULS de 100 hp (75 kW). Pelo menos um S-7 foi equipado com um motor Jabiru 2200 boxer de quatro cilindros, quatro tempos "Direct Drive".

## Histórico operacional
325 exemplares do S-7 Courier foram concluídos em dezembro de 2007. Em novembro de 2010, 74 estavam nos registros de países europeus a oeste da Rússia.
O autor especializado Marino Boric disse em uma publicação de 2015, que "este pequeno e divertido e refinado avião... continua a provar-se merecidamente popular".
Em uma extensa revisão em dezembro de 2020, o escritor da AVweb Dave Prizio elogiou a ergonomia e economia do design: "uma boa característica do S-7 é sua ampla cabine de 30 polegadas. Até mesmo para pessoas de maior estatura, não há necessidade de se encolher em um S-7 do jeito que você faria em um Cub. Ele fará praticamente a mesma coisa que um Super Cub a um custo operacional menor".

## Variantes

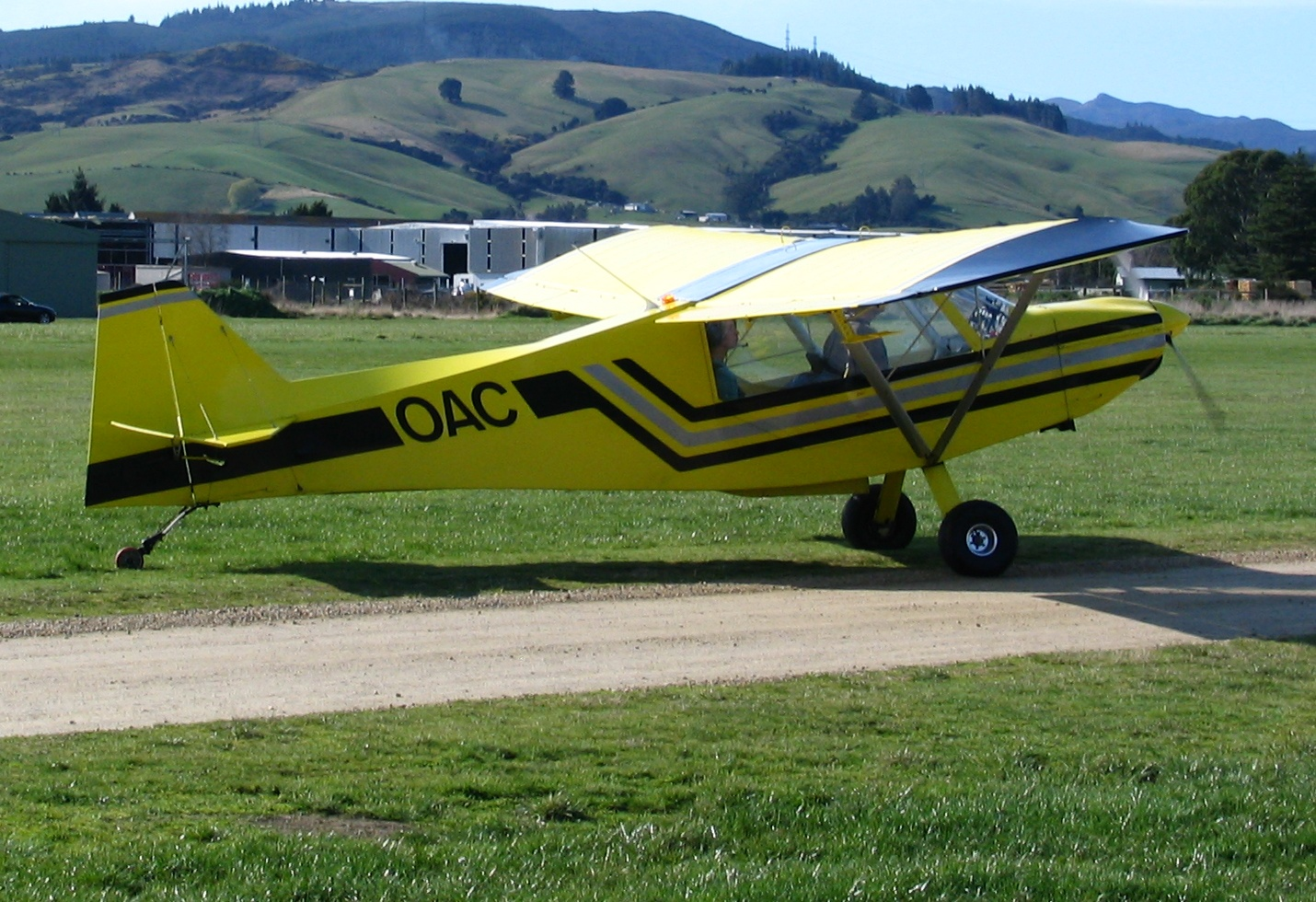
S-7 Courier.

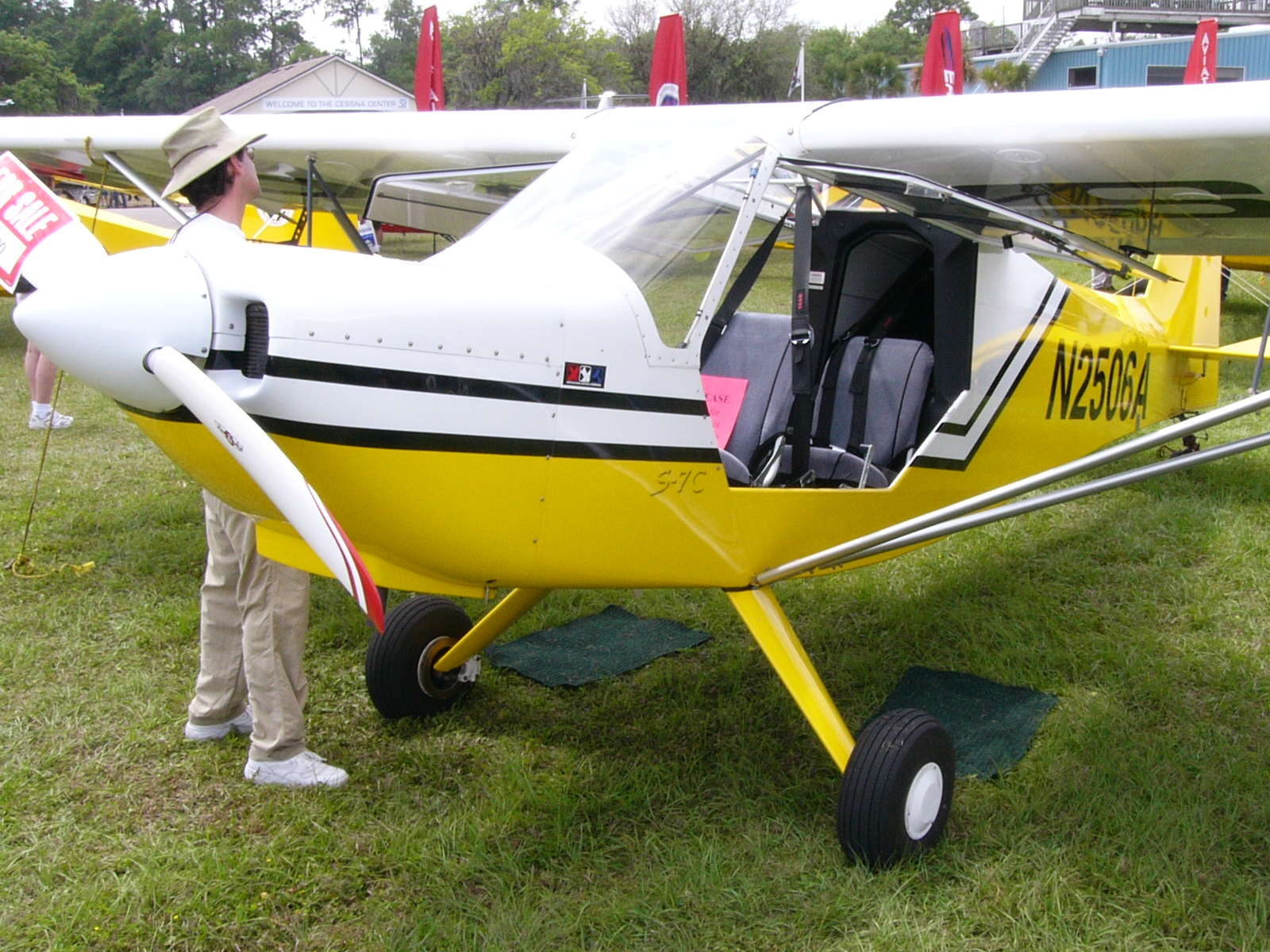
Rans S-7C Courier.

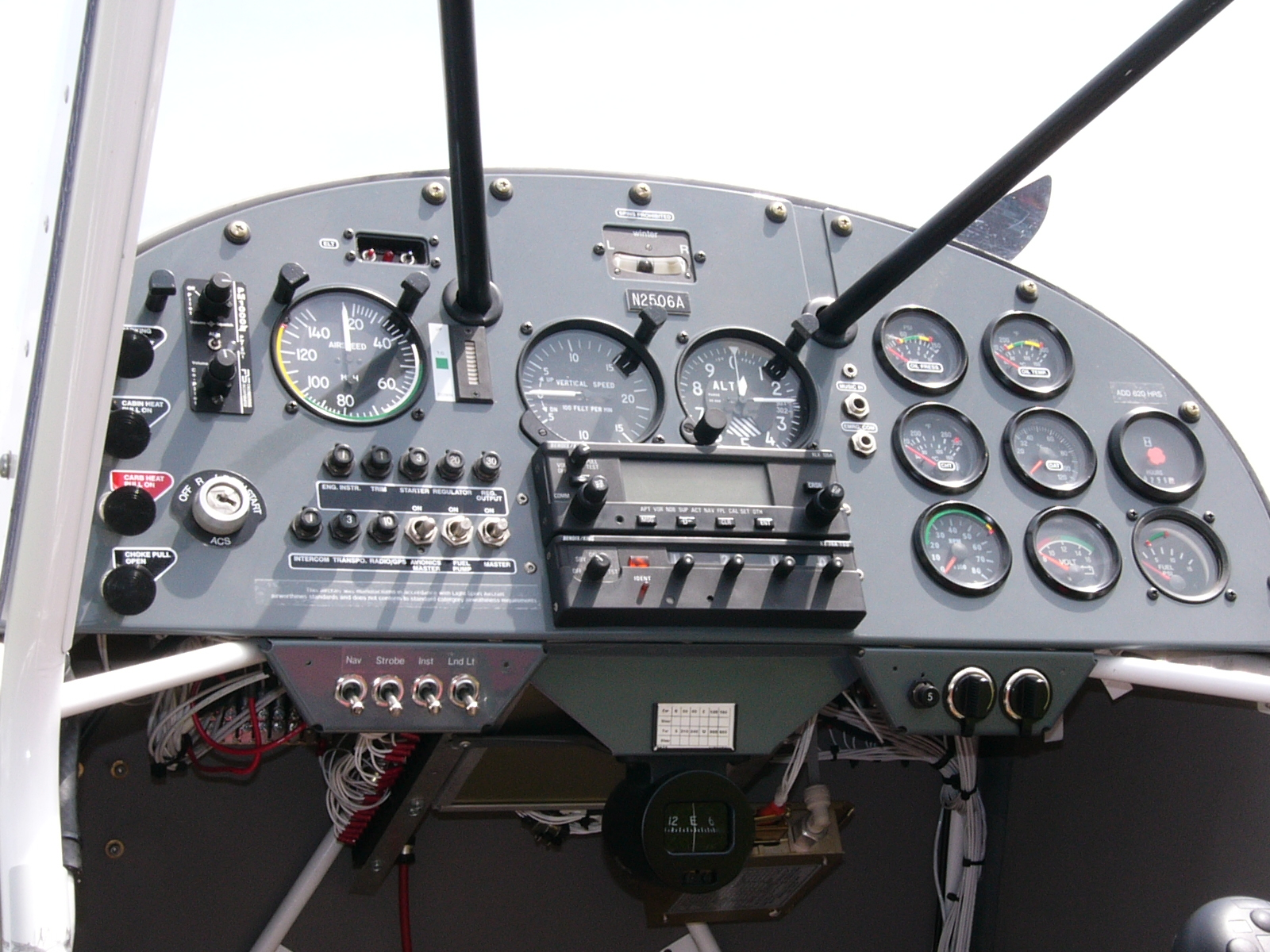
Painel de instrumentos do S-7C.

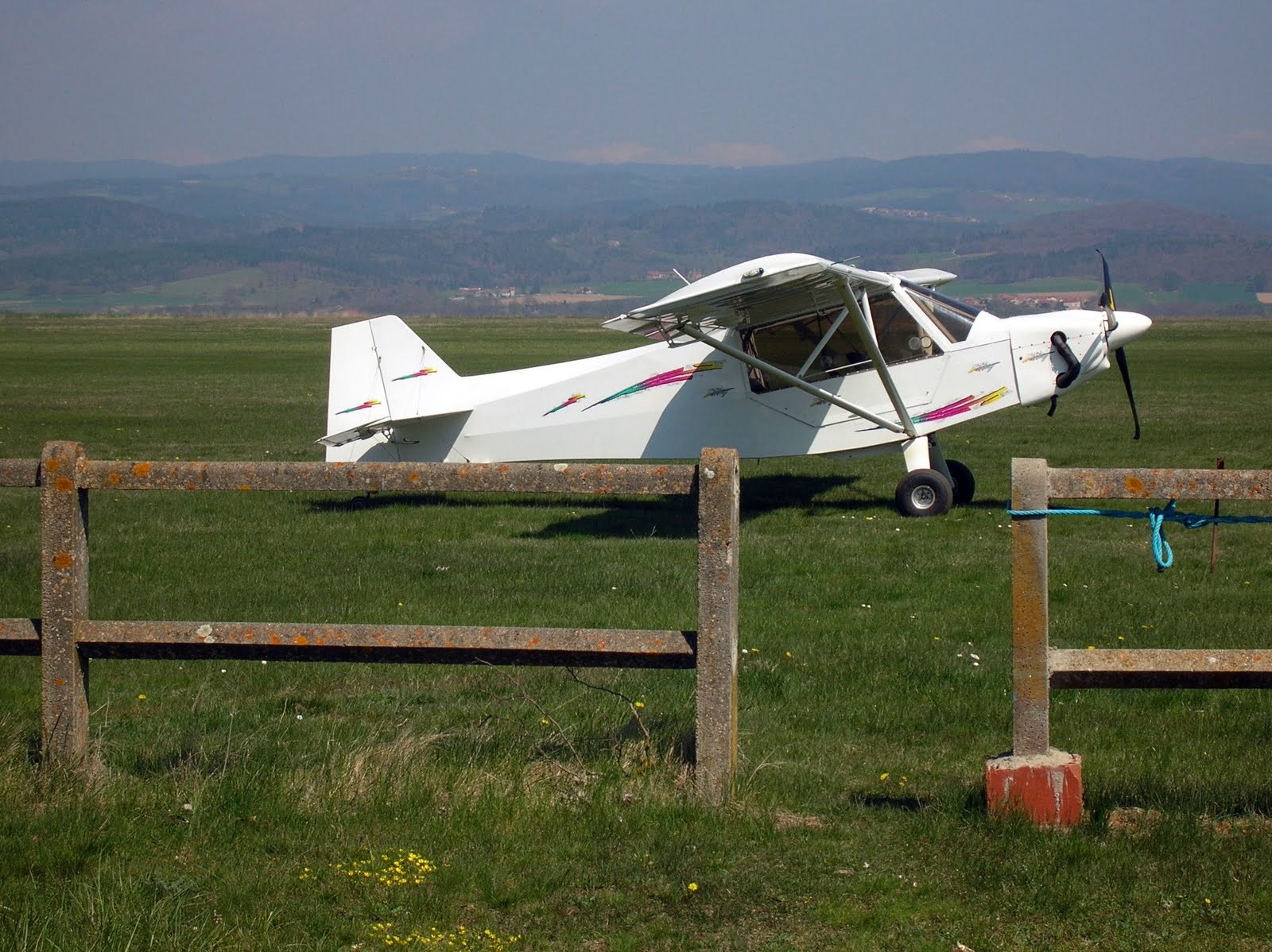
Um S-7 em Brioude, França.

S-7
Versão inicial, motor padrão Rotax 503 de 50 hp (0 kW), motor opcional Rotax 582 64 hp (0 kW).
S-7C
Versão refinada introduzida em 2001, certificada na categoria primária dos EUA. A certificação na categoria levou sete anos de esforço do fabricante e não foi um sucesso comercial, pois a principal categoria de aeronave não foi amplamente adotada.
S-7S
Versão em Kit do S-7C, introduzido em 2003. Qualifica-se como um "Experimental Light-Sport Aircraft" (ELSA). O motor padrão é o Rotax 912ULS 100 hp (100 kW).
S-7LS
Vendido como um avião esportivo leve "US Special" montado de fábrica pronto para voar, o S-7LS é uma versão montada de fábrica do S-7S. O motor padrão é o Rotax 912ULS 100 hp (100 kW).

## Especificações (S-7S)
Dados de: Kitplanes
Descrições gerais
- Tripulação: 1 piloto
- Capacidade: 1 passageiro
- Comprimento: 7,09 m (23 ft)
- Envergadura: 8,92 m (29 ft)
- Altura: 1,93 m (6,3 ft)
- Área alar: 13,67 m² (147 ft²)
- Peso vazio: 318 kg (701 lb)
- Peso bruto (carregado): 559 kg (1 230 lb)
- Capacidade de combustível: 68 l (18,0 US-gal)

Motorização
- Número de motores: 1x
- Tipo do motor: Rotax 912ULS
- Potência por motor: 100 hp (74,6 kW)
- Descrição do propulsor/hélice: Hélice de passo ajustável de 2 pás

Performance
- Velocidade de cruzeiro (km/h): 190 km/h (118 mph)
- Alcance: 630 km (391 mi)
- Razão de subida: 5.1 m/s
- Carga alar: 40.9 kg/m²